# Ségolène Neuville
Pour les articles homonymes, voir Neuville.
Ségolène Neuville, née le 21 juin 1970 à Boulogne-Billancourt (Hauts-de-Seine), est une femme politique française.

## Biographie
Élue députée en juin 2012 dans la 3e circonscription des Pyrénées-Orientales, face au maire de Prades Jean Castex, elle est conseillère générale du canton de Perpignan-5. Elle siège à la commission des Affaires sociales et de la délégation aux Droits des femmes et à l’égalité des chances entre hommes et femmes de l'Assemblée nationale.
Ségolène Neuville est également médecin au service de maladies infectieuses et tropicales de l'hôpital de Perpignan.
Le 9 avril 2014, elle est nommée secrétaire d'État chargée des Personnes handicapées et de la Lutte contre l'exclusion dans le gouvernement Valls I,.
Le 25 août 2014, Manuel Valls donne la démission de son gouvernement. Le lendemain, Ségolène Neuville est maintenue dans ses fonctions dans le gouvernement Valls II. Ce même jour, le 26 août 2014, son compagnon Christian Bourquin meurt des suites d'un cancer à Montpellier. La traditionnelle photo de groupe du nouveau gouvernement est annulée, Ségolène Neuville étant absente de Paris en raison de ce deuil.
En plus de ses fonctions ministérielles, elle continue d'assurer son travail de médecin à titre bénévole au service des maladies infectieuses et tropicales de l'hôpital de Perpignan.
En mars 2015, elle est élue conseillère départementale du canton du Canigou en tandem avec Alexandre Reynal,,,.
Pendant la primaire citoyenne de 2017, elle soutient Manuel Valls. À l'issue de la primaire, elle appelle au rassemblement autour de la candidature de Benoît Hamon puis appelle à voter Emmanuel Macron pour faire barrage à Marine Le Pen lors du deuxième tour de l'élection présidentielle.
Candidate à sa réélection lors des élections législatives de 2017, elle est éliminée dès le premier tour. En 2018, lors du congrès du Parti socialiste, elle soutient la candidature de Stéphane Le Foll. Lors de ce congrès, elle est réélue à la tête du PS des Pyrénées-Orientales, et devient membre du bureau national du parti. Depuis septembre 2017, elle a repris son activité de praticienne hospitalière à l'hôpital de Perpignan. Elle préside depuis 2014 le Syndicat mixte du Canigo, qui a obtenu en 2012 le label Grand site de France et dont le renouvellement doit avoir lieu en 2018[réf. nécessaire].

## Engagements

### Pour l'autisme et contre la psychanalyse
Ségolène Neuville a manifesté plusieurs fois un engagement remarquable en ce qui concerne l'autisme en France. Le 1er avril 2016, elle rappelle sur la Chaîne parlementaire que la psychanalyse ne fait pas partie des prises en charge recommandées pour les enfants autistes, et recommande les méthodes éducatives car les enfants « n'ont pas besoin de parcours de soin ». Elle estime aussi qu'« il n'est pas admissible de culpabiliser les mères ». Dans le cadre de l'affaire Rachel, elle se déclare « totalement mobilisée pour que cette maman puisse le plus rapidement possible retrouver ses trois enfants » le 25 janvier 2016, lors du congrès annuel de l'association Autisme France,. À la suite des propos de François Fillon lors du journal télévisé de 20 H sur France 2 le 5 mars 2017, ayant déclaré trois fois « je ne suis pas autiste », elle dénonce une « faute lourde » de ce candidat à la présidentielle.